# Central hidroeléctrica del Mantaro
El Complejo Hidroenergético del Mantaro se encuentra en el distrito de Colcabamba, provincia de Tayacaja, departamento de Huancavelica en Perú. El complejo representa la mayor planta de energía hidroeléctrica en Perú y se compone de tres partes: la represa de Tablachaca, la central "Santiago Antúnez de Mayolo" y "Restitución".

## Historia
Las primeras investigaciones sobre el uso de la energía hidráulica en el Mantaro fueron en la década de 1940 por el ingeniero peruano y físico Santiago Antúnez de Mayolo. En 1945 se comenzó el estudio de una planta de energía hidroeléctrica en Mantaro. En 1961, la Corporación de Energía Eléctrica del Mantaro nace con el objetivo de realizar el proyecto de una planta de energía hidroeléctrica en el Mantaro. La construcción de la planta de energía se inició en 1967. El proyecto se realizó en tres etapas.
La primera fue de junio de 1967 a octubre de 1973 con construcción de la presa Tablachaca, la central I y el túnel de conexión entre los dos. Las primeras tres máquinas de la central fueron conectadas a la red en octubre de 1973. En un segundo paso, tuberías de presión adicionales fueron construidas y, en mayo de 1979, fue la puesta en marcha de las cuatro máquinas restantes. A partir de entonces, la central II fue construida como la última parte del proyecto y fue terminada en noviembre de 1984.

## Central I
La central hidroeléctrica Santiago Antúnez de Mayolo está situada cerca de Campo Armiño a una altitud de 1840 m sobre el nivel del mar. El pueblo de Campo Armiño fue construido especialmente para los trabajadores de la construcción.
Tiene una capacidad instalada de 798 MW. La central comenzó a funcionar en 1973 con tres máquinas. En 1979, las cuatro turbinas restantes le siguieron. La producción anual en 2009 fue de 5.369 millones de kWh; lo que corresponde al 16,3% de la electricidad generada en este año en Perú.
Hay siete turbinas Pelton con un eje vertical y cuatro boquillas. Cada turbina tiene una potencia máxima de 114 MW. Los generadores proporcionan 120  MVA, su tensión nominal es de 13,8 kV. La velocidad nominal de la turbina es de 450/min.
La máxima altura de caída es de 748 m y la máxima velocidad de flujo es 15,78 m³/s por turbina.

## Central II
La central eléctrica Restitución tiene una capacidad instalada de 210 MW. Se puso en funcionamiento en 1984. La producción anual en 2009 fue 1,68 millones de kWh; lo que corresponde al 5,1% de la electricidad generada en este año en Perú.
Hay tres turbinas Pelton con un eje vertical y seis boquillas. Cada turbina tiene una potencia máxima de 70 MW. Los generadores proporcionan 82,5 MVA, su tensión nominal es de 13.8 kV. La velocidad nominal de la turbina es de 200/min. 
La máxima altura de caída es de 257 m y la máxima velocidad de flujo es de 32 m³/s por turbina.